# ATP Tour 2020

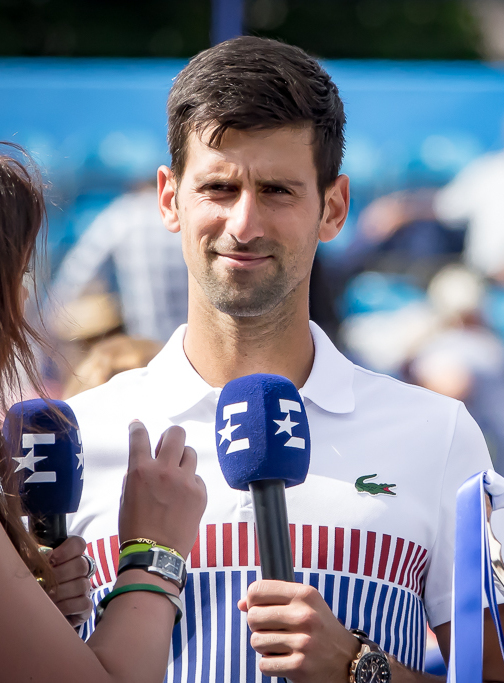
Imatge de Novak Djokovic, que finalitzà l'any com a número 1.

L'ATP Tour 2020 és el circuit de tennis professional masculí de l'any 2020 organitzat per l'ATP. La temporada inclou un total de 69 torneigs dividits en Grand Slams (organitzats per la ITF), ATP World Tour Masters 1000, sèries ATP World Tour 500, sèries ATP World Tour 250 i un ATP Finals. També s'inclou la disputa de la Copa Davis, l'ATP Cup i els Jocs Olímpics. Els torneigs es disputen entre el 3 de gener i el 29 de novembre de 2020.
A causa de la pandèmia per coronavirus, el calendari es va veure greument afectat a partir de la primavera, diversos torneigs es van suspendre i altres es van ajornar a final de temporada amb fortes mesures de seguretat.

## Calendari
Taula sobre el calendari complet dels torneigs que pertanyen a la temporada 2020 de l'ATP Tour. També s'inclouen els vencedors dels quadres individuals i dobles de cada torneig.
| Llegenda                           |
| ---------------------------------- |
| Grand Slam                         |
| Jocs Olímpics                      |
| ATP World Tour Finals / ATP Finals |
| ATP World Tour Masters 1000        |
| ATP World Tour 500                 |
| ATP World Tour 250                 |
| Esdeveniments per equips           |

| Data d'inici   | Torneig                           | Superfície   | Guanyador/s | Finalista/es |
| -------------- | --------------------------------- | ------------ | --- | --- |
| 3 de gener     | ATP Cup (Brisbane, Perth, Sydney) | Dura         | Sèrbia: Nikola Čačić, Novak Đoković, · Dušan Lajović, Viktor Troicki                                                            | Espanya: Roberto Bautista Agut, Pablo Carreño Busta, · Feliciano López, Rafael Nadal                                             |
| 3 de gener     | Doha                              | Dura         | Andrei Rubliov | Corentin Moutet |
| 3 de gener     | Doha                              | Dura         | Rohan Bopanna / Wesley Koolhof                                                                                                  | Luke Bambridge / Santiago González                                                                                               |
| 13 de gener    | Auckland                          | Dura         | Ugo Humbert | Benoît Paire |
| 13 de gener    | Auckland                          | Dura         | Luke Bambridge / Ben McLachlan                                                                                                  | Marcus Daniell / Philipp Oswald                                                                                                  |
| 13 de gener    | Adelaida                          | Dura         | Andrei Rubliov | Lloyd Harris |
| 13 de gener    | Adelaida                          | Dura         | Máximo González / Fabrice Martin                                                                                                | Ivan Dodig / Filip Polášek |
| 20 de gener    | Open d'Austràlia                  | Dura         | Novak Đoković | Dominic Thiem |
| 20 de gener    | Open d'Austràlia                  | Dura         | Rajeev Ram / Joe Salisbury | Max Purcell / Luke Saville |
| 20 de gener    | Open d'Austràlia                  | Dura         | Barbora Krejčíková / Nikola Mektić                                                                                              | Bethanie Mattek-Sands / Jamie Murray                                                                                             |
| 3 de febrer    | Córdoba                           | Terra batuda | Cristian Garín | Diego Schwartzman |
| 3 de febrer    | Córdoba                           | Terra batuda | Marcelo Demoliner / Matwé Middelkoop                                                                                            | Leonardo Mayer / Andrés Molteni                                                                                                  |
| 3 de febrer    | Montpeller                        | Dura (i)     | Gaël Monfils | Vasek Pospisil |
| 3 de febrer    | Montpeller                        | Dura (i)     | Nikola Čačić / Mate Pavić | Dominic Inglot / Aisam-ul-Haq Qureshi                                                                                            |
| 3 de febrer    | Poona                             | Dura         | Jiří Veselý | Egor Gerasimov |
| 3 de febrer    | Poona                             | Dura         | André Göransson / Christopher Rungkat                                                                                           | Jonathan Erlich / Andrei Vasilevski                                                                                              |
| 10 de febrer   | Rotterdam                         | Dura (i)     | Gaël Monfils | Félix Auger-Aliassime |
| 10 de febrer   | Rotterdam                         | Dura (i)     | Pierre-Hugues Herbert / Nicolas Mahut                                                                                           | Henri Kontinen / Jan-Lennard Struff                                                                                              |
| 10 de febrer   | Buenos Aires                      | Terra batuda | Casper Ruud | Pedro Sousa |
| 10 de febrer   | Buenos Aires                      | Terra batuda | Marcel Granollers / Horacio Zeballos                                                                                            | Guillermo Durán / Juan Ignacio Londero                                                                                           |
| 10 de febrer   | Nova York                         | Dura (i)     | Kyle Edmund | Andreas Seppi |
| 10 de febrer   | Nova York                         | Dura (i)     | Dominic Inglot / Aisam-ul-Haq Qureshi                                                                                           | Steve Johnson / Reilly Opelka |
| 17 de febrer   | Rio de Janeiro                    | Terra batuda | Cristian Garín | Gianluca Mager |
| 17 de febrer   | Rio de Janeiro                    | Terra batuda | Marcel Granollers / Horacio Zeballos                                                                                            | Salvatore Caruso / Federico Gaio                                                                                                 |
| 17 de febrer   | Delray Beach                      | Dura         | Reilly Opelka | Yoshihito Nishioka |
| 17 de febrer   | Delray Beach                      | Dura         | Bob Bryan / Mike Bryan | Luke Bambridge / Ben McLachlan                                                                                                   |
| 17 de febrer   | Marsella                          | Dura (i)     | Stéfanos Tsitsipàs | Félix Auger-Aliassime |
| 17 de febrer   | Marsella                          | Dura (i)     | Nicolas Mahut / Vasek Pospisil                                                                                                  | Wesley Koolhof / Nikola Mektić                                                                                                   |
| 24 de febrer   | Acapulco                          | Dura         | Rafael Nadal | Taylor Fritz |
| 24 de febrer   | Acapulco                          | Dura         | Łukasz Kubot / Marcelo Melo | Juan Sebastián Cabal / Robert Farah                                                                                              |
| 24 de febrer   | Dubai                             | Dura         | Novak Đoković | Stéfanos Tsitsipàs |
| 24 de febrer   | Dubai                             | Dura         | John Peers / Michael Venus | Raven Klaasen / Oliver Marach |
| 24 de febrer   | Santiago                          | Terra batuda | Thiago Seyboth Wild | Casper Ruud |
| 24 de febrer   | Santiago                          | Terra batuda | R. Carballés Baena / A. Davidovich Fokina                                                                                       | Marcelo Arévalo / Jonny O'Mara                                                                                                   |
| 6 de març      | Copa Davis (fase classificatòria) |              | Croàcia · Hongria · Colòmbia · Estats Units · Austràlia · Itàlia · Alemanya · Kazakhstan · Txèquia · Àustria · Equador · Suècia | Índia · Bèlgica · Argentina · Uzbekistan · Brasil · Corea del Sud · Belarús · Països Baixos · Eslovàquia · Uruguai · Japó · Xile |
| 9 de març      | Indian Wells                      | Dura         | Torneigs suspesos a causa de la pandèmia per coronavirus                                                                        | Torneigs suspesos a causa de la pandèmia per coronavirus                                                                         |
| 23 de març     | Miami                             | Dura         | Torneigs suspesos a causa de la pandèmia per coronavirus                                                                        | Torneigs suspesos a causa de la pandèmia per coronavirus                                                                         |
| 6 d'abril      | Houston                           | Terra batuda | Torneigs suspesos a causa de la pandèmia per coronavirus                                                                        | Torneigs suspesos a causa de la pandèmia per coronavirus                                                                         |
| 6 d'abril      | Marràqueix                        | Terra batuda | Torneigs suspesos a causa de la pandèmia per coronavirus                                                                        | Torneigs suspesos a causa de la pandèmia per coronavirus                                                                         |
| 12 d'abril     | Montecarlo                        | Terra batuda | Torneigs suspesos a causa de la pandèmia per coronavirus                                                                        | Torneigs suspesos a causa de la pandèmia per coronavirus                                                                         |
| 20 d'abril     | Barcelona                         | Terra batuda | Torneigs suspesos a causa de la pandèmia per coronavirus                                                                        | Torneigs suspesos a causa de la pandèmia per coronavirus                                                                         |
| 20 d'abril     | Budapest                          | Terra batuda | Torneigs suspesos a causa de la pandèmia per coronavirus                                                                        | Torneigs suspesos a causa de la pandèmia per coronavirus                                                                         |
| 27 d'abril     | Estoril                           | Terra batuda | Torneigs suspesos a causa de la pandèmia per coronavirus                                                                        | Torneigs suspesos a causa de la pandèmia per coronavirus                                                                         |
| 27 d'abril     | Múnic                             | Terra batuda | Torneigs suspesos a causa de la pandèmia per coronavirus                                                                        | Torneigs suspesos a causa de la pandèmia per coronavirus                                                                         |
| 4 de maig      | Madrid                            | Terra batuda | Torneigs suspesos a causa de la pandèmia per coronavirus                                                                        | Torneigs suspesos a causa de la pandèmia per coronavirus                                                                         |
| 11 de maig     | Roma                              | Terra batuda | Torneig ajornat al 14 de setembre a causa de la pandèmia per coronavirus                                                        | Torneig ajornat al 14 de setembre a causa de la pandèmia per coronavirus                                                         |
| 18 de maig     | Ginebra                           | Terra batuda | Torneigs suspesos a causa de la pandèmia per coronavirus                                                                        | Torneigs suspesos a causa de la pandèmia per coronavirus                                                                         |
| 18 de maig     | Lió                               | Terra batuda | Torneigs suspesos a causa de la pandèmia per coronavirus                                                                        | Torneigs suspesos a causa de la pandèmia per coronavirus                                                                         |
| 25 de maig     | Roland Garros                     | Terra batuda | Torneig ajornat al 27 de setembre a causa de la pandèmia per coronavirus                                                        | Torneig ajornat al 27 de setembre a causa de la pandèmia per coronavirus                                                         |
| 8 de juny      | 's-Hertogenbosch                  | Gespa        | Torneigs suspesos a causa de la pandèmia per coronavirus                                                                        | Torneigs suspesos a causa de la pandèmia per coronavirus                                                                         |
| 8 de juny      | Stuttgart                         | Gespa        | Torneigs suspesos a causa de la pandèmia per coronavirus                                                                        | Torneigs suspesos a causa de la pandèmia per coronavirus                                                                         |
| 15 de juny     | Halle                             | Gespa        | Torneigs suspesos a causa de la pandèmia per coronavirus                                                                        | Torneigs suspesos a causa de la pandèmia per coronavirus                                                                         |
| 15 de juny     | Londres                           | Gespa        | Torneigs suspesos a causa de la pandèmia per coronavirus                                                                        | Torneigs suspesos a causa de la pandèmia per coronavirus                                                                         |
| 22 de juny     | Eastbourne                        | Gespa        | Torneigs suspesos a causa de la pandèmia per coronavirus                                                                        | Torneigs suspesos a causa de la pandèmia per coronavirus                                                                         |
| 22 de juny     | Mallorca                          | Gespa        | Torneigs suspesos a causa de la pandèmia per coronavirus                                                                        | Torneigs suspesos a causa de la pandèmia per coronavirus                                                                         |
| 29 de juny     | Wimbledon                         | Gespa        | Torneigs suspesos a causa de la pandèmia per coronavirus                                                                        | Torneigs suspesos a causa de la pandèmia per coronavirus                                                                         |
| 13 de juliol   | Hamburg                           | Terra batuda | Torneig ajornat al 21 de setembre a causa de la pandèmia per coronavirus                                                        | Torneig ajornat al 21 de setembre a causa de la pandèmia per coronavirus                                                         |
| 13 de juliol   | Bastad                            | Terra batuda | Torneigs suspesos a causa de la pandèmia per coronavirus                                                                        | Torneigs suspesos a causa de la pandèmia per coronavirus                                                                         |
| 13 de juliol   | Newport                           | Gespa        | Torneigs suspesos a causa de la pandèmia per coronavirus                                                                        | Torneigs suspesos a causa de la pandèmia per coronavirus                                                                         |
| 13 de juliol   | Copa Davis (grups)                |              | Torneigs suspesos a causa de la pandèmia per coronavirus                                                                        | Torneigs suspesos a causa de la pandèmia per coronavirus                                                                         |
| 20 de juliol   | Gstaad                            | Terra batuda | Torneigs suspesos a causa de la pandèmia per coronavirus                                                                        | Torneigs suspesos a causa de la pandèmia per coronavirus                                                                         |
| 20 de juliol   | Los Cabos                         | Dura         | Torneigs suspesos a causa de la pandèmia per coronavirus                                                                        | Torneigs suspesos a causa de la pandèmia per coronavirus                                                                         |
| 20 de juliol   | Umag                              | Terra batuda | Torneigs suspesos a causa de la pandèmia per coronavirus                                                                        | Torneigs suspesos a causa de la pandèmia per coronavirus                                                                         |
| 25 de juliol   | Jocs Olímpics (Tòquio)            | Dura         | Torneigs suspesos a causa de la pandèmia per coronavirus                                                                        | Torneigs suspesos a causa de la pandèmia per coronavirus                                                                         |
| 25 de juliol   | Atlanta                           | Dura         | Torneigs suspesos a causa de la pandèmia per coronavirus                                                                        | Torneigs suspesos a causa de la pandèmia per coronavirus                                                                         |
| 25 de juliol   | Kitzbühel                         | Terra batuda | Torneig ajornat al 7 de setembre a causa de la pandèmia per coronavirus                                                         | Torneig ajornat al 7 de setembre a causa de la pandèmia per coronavirus                                                          |
| 3 d'agost      | Washington D.C.                   | Dura         | Torneigs suspesos a causa de la pandèmia per coronavirus                                                                        | Torneigs suspesos a causa de la pandèmia per coronavirus                                                                         |
| 10 d'agost     | Toronto                           | Dura         | Torneigs suspesos a causa de la pandèmia per coronavirus                                                                        | Torneigs suspesos a causa de la pandèmia per coronavirus                                                                         |
| 17 d'agost     | Cincinnati                        | Dura         | Torneig ajornat al 24 d'agost a causa de la pandèmia per coronavirus                                                            | Torneig ajornat al 24 d'agost a causa de la pandèmia per coronavirus                                                             |
| 24 d'agost     | Winston-Salem                     | Dura         | Torneigs suspesos a causa de la pandèmia per coronavirus                                                                        | Torneigs suspesos a causa de la pandèmia per coronavirus                                                                         |
| 24 d'agost     | Cincinnati (Nova York)            | Dura         | Novak Đoković | Milos Raonic |
| 24 d'agost     | Cincinnati (Nova York)            | Dura         | Pablo Carreño Busta / Alex de Minaur                                                                                            | Jamie Murray / Neal Skupski |
| 31 d'agost     | US Open                           | Dura         | Dominic Thiem | Alexander Zverev |
| 7 de setembre  | US Open                           | Dura         | Mate Pavić / Bruno Soares | Wesley Koolhof / Nikola Mektić                                                                                                   |
| 7 de setembre  | Kitzbühel                         | Terra batuda | Miomir Kecmanović | Yannick Hanfmann |
| 7 de setembre  | Kitzbühel                         | Terra batuda | Austin Krajicek / Franko Škugor                                                                                                 | Marcel Granollers / Horacio Zeballos                                                                                             |
| 18 de setembre | Copa Davis (grups)                |              | Torneigs suspesos a causa de la pandèmia per coronavirus                                                                        | Torneigs suspesos a causa de la pandèmia per coronavirus                                                                         |
| 18 de setembre | Roma                              | Terra batuda | Novak Đoković | Diego Schwartzman |
| 18 de setembre | Roma                              | Terra batuda | Marcel Granollers / Horacio Zeballos                                                                                            | Jérémy Chardy / Fabrice Martin                                                                                                   |
| 21 de setembre | Metz                              | Dura (i)     | Torneigs suspesos a causa de la pandèmia per coronavirus                                                                        | Torneigs suspesos a causa de la pandèmia per coronavirus                                                                         |
| 21 de setembre | Sant Petersburg                   | Dura (i)     | Torneigs suspesos a causa de la pandèmia per coronavirus                                                                        | Torneigs suspesos a causa de la pandèmia per coronavirus                                                                         |
| 21 de setembre | Laver Cup (Boston)                | Dura (i)     | Torneigs suspesos a causa de la pandèmia per coronavirus                                                                        | Torneigs suspesos a causa de la pandèmia per coronavirus                                                                         |
| 21 de setembre | Hamburg                           | Terra batuda | Andrei Rubliov | Stéfanos Tsitsipàs |
| 21 de setembre | Hamburg                           | Terra batuda | John Peers / Michael Venus | Ivan Dodig / Mate Pavić |
| 28 de setembre | Chengdu                           | Dura         | Torneigs suspesos a causa de la pandèmia per coronavirus                                                                        | Torneigs suspesos a causa de la pandèmia per coronavirus                                                                         |
| 28 de setembre | Zhuhai                            | Dura         | Torneigs suspesos a causa de la pandèmia per coronavirus                                                                        | Torneigs suspesos a causa de la pandèmia per coronavirus                                                                         |
| 28 de setembre | Sofia                             | Dura (i)     | Torneig ajornat al 9 de novembre a causa de la pandèmia per coronavirus                                                         | Torneig ajornat al 9 de novembre a causa de la pandèmia per coronavirus                                                          |
| 28 de setembre | Roland Garros                     | Terra batuda | Rafael Nadal | Novak Đoković |
| 5 d'octubre    | Roland Garros                     | Terra batuda | Kevin Krawietz / Andreas Mies                                                                                                   | Mate Pavić / Bruno Soares |
| 5 d'octubre    | Pequín                            | Dura         | Torneigs suspesos a causa de la pandèmia per coronavirus                                                                        | Torneigs suspesos a causa de la pandèmia per coronavirus                                                                         |
| 5 d'octubre    | Tòquio                            | Dura         | Torneigs suspesos a causa de la pandèmia per coronavirus                                                                        | Torneigs suspesos a causa de la pandèmia per coronavirus                                                                         |
| 12 d'octubre   | Xangai                            | Dura         | Torneigs suspesos a causa de la pandèmia per coronavirus                                                                        | Torneigs suspesos a causa de la pandèmia per coronavirus                                                                         |
| 12 d'octubre   | Sant Petersburg                   | Dura (i)     | Andrei Rubliov | Borna Ćorić |
| 12 d'octubre   | Sant Petersburg                   | Dura (i)     | Jürgen Melzer / Édouard Roger-Vasselin                                                                                          | Marcelo Demoliner / Matwé Middelkoop                                                                                             |
| 12 d'octubre   | Colònia (I)                       | Dura (i)     | Alexander Zverev | Felix Auger-Aliassime |
| 12 d'octubre   | Colònia (I)                       | Dura (i)     | Pierre-Hugues Herbert / Nicolas Mahut                                                                                           | Łukasz Kubot / Marcelo Melo |
| 12 d'octubre   | Sardenya                          | Terra batuda | Laslo Đere | Marco Cecchinato |
| 12 d'octubre   | Sardenya                          | Terra batuda | Marcus Daniell / Philipp Oswald                                                                                                 | Juan Sebastián Cabal / Robert Farah                                                                                              |
| 19 d'octubre   | Moscou                            | Dura (i)     | Torneigs suspesos a causa de la pandèmia per coronavirus                                                                        | Torneigs suspesos a causa de la pandèmia per coronavirus                                                                         |
| 19 d'octubre   | Estocolm                          | Dura (i)     | Torneigs suspesos a causa de la pandèmia per coronavirus                                                                        | Torneigs suspesos a causa de la pandèmia per coronavirus                                                                         |
| 19 d'octubre   | Anvers                            | Dura (i)     | Ugo Humbert | Alex de Minaur |
| 19 d'octubre   | Anvers                            | Dura (i)     | John Peers / Michael Venus | Rohan Bopanna / Matwé Middelkoop                                                                                                 |
| 19 d'octubre   | Colònia (II)                      | Dura (i)     | Alexander Zverev | Diego Schwartzman |
| 19 d'octubre   | Colònia (II)                      | Dura (i)     | Raven Klaasen / Ben McLachlan                                                                                                   | Kevin Krawietz / Andreas Mies |
| 26 d'octubre   | Basilea                           | Dura (i)     | Torneig suspès a causa de la pandèmia per coronavirus                                                                           | Torneig suspès a causa de la pandèmia per coronavirus                                                                            |
| 26 d'octubre   | Viena                             | Dura (i)     | Andrei Rubliov | Lorenzo Sonego |
| 26 d'octubre   | Viena                             | Dura (i)     | Łukasz Kubot / Marcelo Melo | Jamie Murray / Neal Skupski |
| 26 d'octubre   | Nursultan                         | Dura (i)     | John Millman | Adrian Mannarino |
| 26 d'octubre   | Nursultan                         | Dura (i)     | Sander Gillé / Joran Vliegen | Max Purcell / Luke Saville |
| 2 de novembre  | París                             | Dura (i)     | Daniïl Medvédev | Alexander Zverev |
| 2 de novembre  | París                             | Dura (i)     | Félix Auger-Aliassime / Hubert Hurkacz                                                                                          | Mate Pavić / Bruno Soares |
| 9 de novembre  | Next Gen ATP Finals (Milà)        | Dura (i)     | Torneig suspès a causa de la pandèmia per coronavirus                                                                           | Torneig suspès a causa de la pandèmia per coronavirus                                                                            |
| 9 de novembre  | Sofia                             | Dura (i)     | Jannik Sinner | Vasek Pospisil |
| 9 de novembre  | Sofia                             | Dura (i)     | Jamie Murray / Neal Skupski | Jürgen Melzer / Édouard Roger-Vasselin                                                                                           |
| 15 de novembre | ATP Finals (Londres)              | Dura (i)     | Daniïl Medvédev | Dominic Thiem |
| 15 de novembre | ATP Finals (Londres)              | Dura (i)     | Wesley Koolhof / Nikola Mektić                                                                                                  | Jürgen Melzer / Édouard Roger-Vasselin                                                                                           |
| 23 de novembre | Davis Cup Finals (Madrid)         | Dura (i)     | Torneig suspès a causa de la pandèmia per coronavirus                                                                           | Torneig suspès a causa de la pandèmia per coronavirus                                                                            |

## Estadístiques
La següent taula mostra el nombre de títols aconseguits de forma individual (I), dobles (D) i dobles mixtes (X) aconseguits per cada tennista i també per països durant la temporada 2020. Els torneigs estan classificats segons la seva categoria dins el calendari ATP Tour 2020: Grand Slams, ATP Finals, ATP Tour Masters 1000, sèries ATP Tour 500 i sèries ATP Tour 250. L'ordre del jugadors s'ha establert a partir del nombre total de títols i llavors segons la categoria dels títols.

### Títols per tennista
| Total | Tennista                    | Grand Slams | Grand Slams | Grand Slams | ATP Finals | ATP Finals | ATP Tour Masters 1000 | ATP Tour Masters 1000 | ATP Tour 500 | ATP Tour 500 | ATP Tour 250 | ATP Tour 250 | Resum | Resum | Resum |
| Total | Tennista                    | I           | D           | X           | I          | D          | I                     | D                     | I            | D            | I            | D            | I     | D     | X     |
| ----- | --------------------------- | ----------- | ----------- | ----------- | ---------- | ---------- | --------------------- | --------------------- | ------------ | ------------ | ------------ | ------------ | ----- | ----- | ----- |
| 5     | Andrei Rubliov              |             |             |             |            |            |                       |                       | ●            |              | ●            |              | 5     | 0     | 0     |
| 4     | Novak Đoković               | ●           |             |             |            |            | ●                     |                       | ●            |              |              |              | 4     | 0     | 0     |
| 3     | Marcel Granollers           |             |             |             |            |            |                       | ●                     |              | ●            |              | ●            | 0     | 3     | 0     |
| 3     | Horacio Zeballos            |             |             |             |            |            |                       | ●                     |              | ●            |              | ●            | 0     | 3     | 0     |
| 3     | John Peers                  |             |             |             |            |            |                       |                       |              | ●            |              | ●            | 0     | 3     | 0     |
| 3     | Michael Venus               |             |             |             |            |            |                       |                       |              | ●            |              | ●            | 0     | 3     | 0     |
| 3     | Nicolas Mahut               |             |             |             |            |            |                       |                       |              | ●            |              | ●            | 0     | 3     | 0     |
| 2     | Nikola Mektić               |             |             | ●           |            | ●          |                       |                       |              |              |              |              | 0     | 1     | 1     |
| 2     | Rafael Nadal                | ●           |             |             |            |            |                       |                       | ●            |              |              |              | 2     | 0     | 0     |
| 2     | Mate Pavić                  |             | ●           |             |            |            |                       |                       |              |              |              | ●            | 0     | 2     | 0     |
| 2     | Daniïl Medvédev             |             |             |             | ●          |            | ●                     |                       |              |              |              |              | 2     | 0     | 0     |
| 2     | Wesley Koolhof              |             |             |             |            | ●          |                       |                       |              |              |              | ●            | 0     | 2     | 0     |
| 2     | Łukasz Kubot                |             |             |             |            |            |                       |                       |              | ●            |              |              | 0     | 2     | 0     |
| 2     | Marcelo Melo                |             |             |             |            |            |                       |                       |              | ●            |              |              | 0     | 2     | 0     |
| 2     | Cristian Garín              |             |             |             |            |            |                       |                       | ●            |              | ●            |              | 2     | 0     | 0     |
| 2     | Gaël Monfils                |             |             |             |            |            |                       |                       | ●            |              | ●            |              | 2     | 0     | 0     |
| 2     | Pierre-Hugues Herbert       |             |             |             |            |            |                       |                       |              | ●            |              | ●            | 0     | 2     | 0     |
| 2     | Ugo Humbert                 |             |             |             |            |            |                       |                       |              |              | ●            |              | 2     | 0     | 0     |
| 2     | Alexander Zverev            |             |             |             |            |            |                       |                       |              |              | ●            |              | 2     | 0     | 0     |
| 2     | Ben McLachlan               |             |             |             |            |            |                       |                       |              |              |              | ●            | 0     | 2     | 0     |
| 1     | Dominic Thiem               | ●           |             |             |            |            |                       |                       |              |              |              |              | 1     | 0     | 0     |
| 1     | Kevin Krawietz              |             | ●           |             |            |            |                       |                       |              |              |              |              | 0     | 1     | 0     |
| 1     | Andreas Mies                |             | ●           |             |            |            |                       |                       |              |              |              |              | 0     | 1     | 0     |
| 1     | Rajeev Ram                  |             | ●           |             |            |            |                       |                       |              |              |              |              | 0     | 1     | 0     |
| 1     | Joe Salisbury               |             | ●           |             |            |            |                       |                       |              |              |              |              | 0     | 1     | 0     |
| 1     | Bruno Soares                |             | ●           |             |            |            |                       |                       |              |              |              |              | 0     | 1     | 0     |
| 1     | Félix Auger-Aliassime       |             |             |             |            |            |                       | ●                     |              |              |              |              | 0     | 1     | 0     |
| 1     | Pablo Carreño Busta         |             |             |             |            |            |                       | ●                     |              |              |              |              | 0     | 1     | 0     |
| 1     | Hubert Hurkacz              |             |             |             |            |            |                       | ●                     |              |              |              |              | 0     | 1     | 0     |
| 1     | Alex de Minaur              |             |             |             |            |            |                       | ●                     |              |              |              |              | 0     | 1     | 0     |
| 1     | Jürgen Melzer               |             |             |             |            |            |                       |                       |              | ●            |              |              | 0     | 1     | 0     |
| 1     | Édouard Roger-Vasselin      |             |             |             |            |            |                       |                       |              | ●            |              |              | 0     | 1     | 0     |
| 1     | Laslo Đere                  |             |             |             |            |            |                       |                       |              |              | ●            |              | 1     | 0     | 0     |
| 1     | Kyle Edmund                 |             |             |             |            |            |                       |                       |              |              | ●            |              | 1     | 0     | 0     |
| 1     | Miomir Kecmanović           |             |             |             |            |            |                       |                       |              |              | ●            |              | 1     | 0     | 0     |
| 1     | John Millman                |             |             |             |            |            |                       |                       |              |              | ●            |              | 1     | 0     | 0     |
| 1     | Reilly Opelka               |             |             |             |            |            |                       |                       |              |              | ●            |              | 1     | 0     | 0     |
| 1     | Casper Ruud                 |             |             |             |            |            |                       |                       |              |              | ●            |              | 1     | 0     | 0     |
| 1     | Thiago Seyboth Wild         |             |             |             |            |            |                       |                       |              |              | ●            |              | 1     | 0     | 0     |
| 1     | Jannik Sinner               |             |             |             |            |            |                       |                       |              |              | ●            |              | 1     | 0     | 0     |
| 1     | Stéfanos Tsitsipàs          |             |             |             |            |            |                       |                       |              |              | ●            |              | 1     | 0     | 0     |
| 1     | Jiří Veselý                 |             |             |             |            |            |                       |                       |              |              | ●            |              | 1     | 0     | 0     |
| 1     | Luke Bambridge              |             |             |             |            |            |                       |                       |              |              |              | ●            | 0     | 1     | 0     |
| 1     | Rohan Bopanna               |             |             |             |            |            |                       |                       |              |              |              | ●            | 0     | 1     | 0     |
| 1     | Bob Bryan                   |             |             |             |            |            |                       |                       |              |              |              | ●            | 0     | 1     | 0     |
| 1     | Mike Bryan                  |             |             |             |            |            |                       |                       |              |              |              | ●            | 0     | 1     | 0     |
| 1     | Nikola Čačić                |             |             |             |            |            |                       |                       |              |              |              | ●            | 0     | 1     | 0     |
| 1     | Roberto Carballés Baena     |             |             |             |            |            |                       |                       |              |              |              | ●            | 0     | 1     | 0     |
| 1     | Marcus Daniell              |             |             |             |            |            |                       |                       |              |              |              | ●            | 0     | 1     | 0     |
| 1     | Alejandro Davidovich Fokina |             |             |             |            |            |                       |                       |              |              |              | ●            | 0     | 1     | 0     |
| 1     | Marcelo Demoliner           |             |             |             |            |            |                       |                       |              |              |              | ●            | 0     | 1     | 0     |
| 1     | Sander Gillé                |             |             |             |            |            |                       |                       |              |              |              | ●            | 0     | 1     | 0     |
| 1     | Máximo González             |             |             |             |            |            |                       |                       |              |              |              | ●            | 0     | 1     | 0     |
| 1     | André Göransson             |             |             |             |            |            |                       |                       |              |              |              | ●            | 0     | 1     | 0     |
| 1     | Dominic Inglot              |             |             |             |            |            |                       |                       |              |              |              | ●            | 0     | 1     | 0     |
| 1     | Raven Klaasen               |             |             |             |            |            |                       |                       |              |              |              | ●            | 0     | 1     | 0     |
| 1     | Austin Krajicek             |             |             |             |            |            |                       |                       |              |              |              | ●            | 0     | 1     | 0     |
| 1     | Fabrice Martin              |             |             |             |            |            |                       |                       |              |              |              | ●            | 0     | 1     | 0     |
| 1     | Matwé Middelkoop            |             |             |             |            |            |                       |                       |              |              |              | ●            | 0     | 1     | 0     |
| 1     | Jamie Murray                |             |             |             |            |            |                       |                       |              |              |              | ●            | 0     | 1     | 0     |
| 1     | Philipp Oswald              |             |             |             |            |            |                       |                       |              |              |              | ●            | 0     | 1     | 0     |
| 1     | Vasek Pospisil              |             |             |             |            |            |                       |                       |              |              |              | ●            | 0     | 1     | 0     |
| 1     | Aisam-ul-Haq Qureshi        |             |             |             |            |            |                       |                       |              |              |              | ●            | 0     | 1     | 0     |
| 1     | Christopher Rungkat         |             |             |             |            |            |                       |                       |              |              |              | ●            | 0     | 1     | 0     |
| 1     | Franko Škugor               |             |             |             |            |            |                       |                       |              |              |              | ●            | 0     | 1     | 0     |
| 1     | Neal Skupski                |             |             |             |            |            |                       |                       |              |              |              | ●            | 0     | 1     | 0     |
| 1     | Joran Vliegen               |             |             |             |            |            |                       |                       |              |              |              | ●            | 0     | 1     | 0     |

### Títols per país
| Total | País          | Grand Slams | Grand Slams | Grand Slams | ATP Finals | ATP Finals | ATP Tour Masters 1000 | ATP Tour Masters 1000 | ATP Tour 500 | ATP Tour 500 | ATP Tour 250 | ATP Tour 250 | Resum | Resum | Resum |
| Total | País          | I           | D           | X           | I          | D          | I                     | D                     | I            | D            | I            | D            | I     | D     | X     |
| ----- | ------------- | ----------- | ----------- | ----------- | ---------- | ---------- | --------------------- | --------------------- | ------------ | ------------ | ------------ | ------------ | ----- | ----- | ----- |
| 9     | França        |             |             |             |            |            |                       |                       | 1            | 2            | 3            | 3            | 4     | 5     | 0     |
| 7     | Espanya       | 1           |             |             |            |            |                       | 2                     | 1            | 1            |              | 2            | 2     | 5     | 0     |
| 7     | Sèrbia        | 1           |             |             |            |            | 2                     |                       | 1            |              | 2            | 1            | 6     | 1     | 0     |
| 7     | Rússia        |             |             |             | 1          |            | 1                     |                       | 3            |              | 2            |              | 7     | 0     | 0     |
| 5     | Croàcia       |             | 1           | 1           |            | 1          |                       |                       |              |              |              | 2            | 0     | 4     | 1     |
| 5     | Brasil        |             | 1           |             |            |            |                       |                       |              | 2            | 1            | 1            | 1     | 4     | 0     |
| 5     | Regne Unit    |             | 1           |             |            |            |                       |                       |              |              | 1            | 3            | 1     | 4     | 0     |
| 5     | Austràlia     |             |             |             |            |            |                       | 1                     |              | 2            | 1            | 1            | 1     | 4     | 0     |
| 4     | Estats Units  |             | 1           |             |            |            |                       |                       |              |              | 1            | 2            | 1     | 3     | 0     |
| 4     | Argentina     |             |             |             |            |            |                       | 1                     |              | 1            |              | 2            | 0     | 4     | 0     |
| 4     | Nova Zelanda  |             |             |             |            |            |                       |                       |              | 2            |              | 2            | 0     | 4     | 0     |
| 3     | Àustria       | 1           |             |             |            |            |                       |                       |              | 1            |              | 1            | 1     | 2     | 0     |
| 3     | Alemanya      |             | 1           |             |            |            |                       |                       |              |              | 2            |              | 2     | 1     | 0     |
| 3     | Polònia       |             |             |             |            |            |                       | 1                     |              | 2            |              |              | 0     | 3     | 0     |
| 3     | Països Baixos |             |             |             |            | 1          |                       |                       |              |              |              | 2            | 0     | 3     | 0     |
| 2     | Canadà        |             |             |             |            |            |                       | 1                     |              |              |              | 1            | 0     | 2     | 0     |
| 2     | Xile          |             |             |             |            |            |                       |                       | 1            |              | 1            |              | 2     | 0     | 0     |
| 2     | Japó          |             |             |             |            |            |                       |                       |              |              |              | 2            | 0     | 2     | 0     |
| 1     | Grècia        |             |             |             |            |            |                       |                       |              |              | 1            |              | 1     | 0     | 0     |
| 1     | Itàlia        |             |             |             |            |            |                       |                       |              |              | 1            |              | 1     | 0     | 0     |
| 1     | Noruega       |             |             |             |            |            |                       |                       |              |              | 1            |              | 1     | 0     | 0     |
| 1     | Txèquia       |             |             |             |            |            |                       |                       |              |              | 1            |              | 1     | 0     | 0     |
| 1     | Bèlgica       |             |             |             |            |            |                       |                       |              |              |              | 1            | 0     | 1     | 0     |
| 1     | Índia         |             |             |             |            |            |                       |                       |              |              |              | 1            | 0     | 1     | 0     |
| 1     | Indonèsia     |             |             |             |            |            |                       |                       |              |              |              | 1            | 0     | 1     | 0     |
| 1     | Pakistan      |             |             |             |            |            |                       |                       |              |              |              | 1            | 0     | 1     | 0     |
| 1     | Sud-àfrica    |             |             |             |            |            |                       |                       |              |              |              | 1            | 0     | 1     | 0     |
| 1     | Suècia        |             |             |             |            |            |                       |                       |              |              |              | 1            | 0     | 1     | 0     |

## Rànquings

### Individual
| Rànquing individual ATP 2020 | Rànquing individual ATP 2020 | Rànquing individual ATP 2020 | Rànquing individual ATP 2020 | Rànquing individual ATP 2020 | Rànquing individual ATP 2020 |
| Pos.                         | Tennista                     | Punts                        | Torneigs                     | Ant.                         | Mov.                         |
| ---------------------------- | ---------------------------- | ---------------------------- | ---------------------------- | ---------------------------- | ---------------------------- |
| 1                            | Novak Đoković                | 12.030                       | 18                           | 2                            | 1                            |
| 2                            | Rafael Nadal                 | 9.850                        | 18                           | 1                            | 1                            |
| 3                            | Dominic Thiem                | 9.125                        | 21                           | 4                            | 1                            |
| 4                            | Daniïl Medvédev              | 8.470                        | 24                           | 5                            | 1                            |
| 5                            | Roger Federer                | 6.630                        | 16                           | 3                            | 2                            |
| 6                            | Stéfanos Tsitsipàs           | 5.925                        | 28                           | 6                            | =                            |
| 7                            | Alexander Zverev             | 5.525                        | 27                           | 7                            | =                            |
| 8                            | Andrei Rubliov               | 4.119                        | 26                           | 23                           | 15                           |
| 9                            | Diego Schwartzman            | 3.455                        | 26                           | 14                           | 5                            |
| 10                           | Matteo Berrettini            | 3.075                        | 21                           | 8                            | 2                            |
| 11                           | Gaël Monfils                 | 2.860                        | 23                           | 10                           | 1                            |
| 12                           | Denis Shapovalov             | 2.830                        | 30                           | 15                           | 3                            |
| 13                           | Roberto Bautista Agut        | 2.710                        | 25                           | 9                            | 4                            |
| 14                           | Milos Raonic                 | 2.580                        | 21                           | 31                           | 17                           |
| 15                           | David Goffin                 | 2.555                        | 27                           | 11                           | 4                            |
| 16                           | Pablo Carreño Busta          | 2.535                        | 27                           | 27                           | 11                           |
| 17                           | Fabio Fognini                | 2.400                        | 25                           | 12                           | 5                            |
| 18                           | Stan Wawrinka                | 2.320                        | 22                           | 16                           | 2                            |
| 19                           | Grigor Dimitrov              | 2.260                        | 26                           | 20                           | 1                            |
| 20                           | Karén Khatxànov              | 2.245                        | 29                           | 17                           | 3                            |

#### Evolució número 1
| Tennista      | Data inici  | Data fi     | Setmanes |
| ------------- | ----------- | ----------- | -------- |
| Rafael Nadal  | Final 2019  | 2 de febrer | 5        |
| Novak Đoković | 3 de febrer | Final 2020  | 47       |

### Dobles
| Rànquing dobles ATP 2020 | Rànquing dobles ATP 2020 | Rànquing dobles ATP 2020 | Rànquing dobles ATP 2020 | Rànquing dobles ATP 2020 | Rànquing dobles ATP 2020 |
| Pos.                     | Tennista                 | Punts                    | Torneigs                 | Ant.                     | Mov.                     |
| ------------------------ | ------------------------ | ------------------------ | ------------------------ | ------------------------ | ------------------------ |
| 1                        | Robert Farah             | 8.530                    | 23                       | 1                        | =                        |
| 2                        | Juan Sebastián Cabal     | 8.440                    | 23                       | 1                        | 1                        |
| 3                        | Horacio Zeballos         | 7.180                    | 25                       | 3                        | =                        |
| 4                        | Mate Pavić               | 6.950                    | 30                       | 18                       | 12                       |
| 5                        | Wesley Koolhof           | 6.590                    | 31                       | 14                       | 9                        |
| 6                        | Nicolas Mahut            | 6.430                    | 24                       | 2                        | 4                        |
| 7                        | Bruno Soares             | 6.430                    | 25                       | 21                       | 14                       |
| 8                        | Nikola Mektić            | 6.330                    | 30                       | 15                       | 7                        |
| 9                        | Marcel Granollers        | 5.775                    | 25                       | 25                       | 16                       |
| 10                       | Łukasz Kubot             | 5.700                    | 28                       | 6                        | 4                        |
| 10                       | Marcelo Melo             | 5.700                    | 28                       | 7                        | 3                        |
| 12                       | Joe Salisbury            | 5.690                    | 27                       | 22                       | 10                       |
| 13                       | Michael Venus            | 5.630                    | 26                       | 10                       | 3                        |
| 14                       | Rajeev Ram               | 5.600                    | 25                       | 24                       | 10                       |
| 15                       | Édouard Roger-Vasselin   | 5.570                    | 33                       | 16                       | 1                        |
| 16                       | Ivan Dodig               | 5.100                    | 27                       | 12                       | 4                        |
| 17                       | Filip Polášek            | 5.030                    | 27                       | 13                       | 4                        |
| 18                       | Raven Klaasen            | 4.840                    | 28                       | 8                        | 10                       |
| 19                       | Kevin Krawietz           | 4.715                    | 33                       | 9                        | 10                       |
| 20                       | Andreas Mies             | 4.680                    | 33                       | 11                       | 9                        |

| Rànquing equips ATP 2020 | Rànquing equips ATP 2020             | Rànquing equips ATP 2020 | Rànquing equips ATP 2020 | Rànquing equips ATP 2020 | Rànquing equips ATP 2020 |
| Pos.                     | Parella                              | Punts                    | Torneigs                 | Ant.                     | Mov.                     |
| ------------------------ | ------------------------------------ | ------------------------ | ------------------------ | ------------------------ | ------------------------ |
| 1                        | Mate Pavić Bruno Soares              | 3.785                    | 12                       | –                        | Augment                  |
| 2                        | Rajeev Ram Joe Salisbury             | 3.750                    | 10                       | 6                        | 4                        |
| 3                        | Wesley Koolhof Nikola Mektić         | 3.625                    | 13                       | –                        | Augment                  |
| 4                        | Kevin Krawietz Andreas Mies          | 3.110                    | 14                       | 5                        | 1                        |
| 5                        | Jürgen Melzer Édouard Roger-Vasselin | 2.980                    | 16                       | –                        | Augment                  |
| 6                        | Marcel Granollers Horacio Zeballos   | 2.840                    | 10                       | 12                       | 6                        |
| 7                        | Łukasz Kubot Marcelo Melo            | 2.340                    | 14                       | 2                        | 5                        |
| 8                        | John Peers Michael Venus             | 2.240                    | 14                       | –                        | Augment                  |
| 9                        | Jamie Murray Neal Skupski            | 2.140                    | 16                       | 14                       | 5                        |
| 10                       | Max Purcell Luke Saville             | 1.665                    | 12                       | –                        | Augment                  |

#### Evolució número 1
| Tennista/es                       | Data inici | Data fi    | Setmanes |
| --------------------------------- | ---------- | ---------- | -------- |
| Juan Sebastián Cabal Robert Farah | Final 2019 | 2 febrer   | 5        |
| Robert Farah                      | 3 febrer   | Final 2020 | 47       |

## Guardons
- Millor tennista individual: Novak Đoković[5]
- Millor tennistes dobles: Mate Pavić i Bruno Soares[5]
- ATP Comeback Player of the Year: Vasek Pospisil[5]
- ATP Most Improved Player of the Year: Andrei Rubliov[5]
- ATP Newcomer of the Year: Carlos Alcaraz[5]
- Stefan Edberg Sportsmanship Award: Rafael Nadal[5][6]
- Arthur Ashe Humanitarian Award: Frances Tiafoe[5]
- Tennista favorit individual: Roger Federer[5]
- Tennistes favorits dobles: Jamie Murray i Neal Skupski[5]
- ATP Coach of the Year: Fernando Vicente (entrenador d'Andrei Rubliov)[5]
- Tim Gullikson Career Coach Award: Bob Brett[5]
- Ron Bookman Media Excellence Award: Kevin Mitchell[5]

## Retirades
- Bob Bryan (29 d'abril de 1978)[7][8][9][10]
- Mike Bryan (29 d'abril de 1978)[7][8][9][10]
- Steve Darcis (13 de març de 1984)[10]
- Santiago Giraldo (27 de novembre de 1987)[10]
- Leander Paes (17 de juny de 1973)
- Pere Riba (7 d'abril de 1988)
- João Souza (27 de maig de 1988)

## Distribució de punts
| Categoria                       | G                     | F                    | SF                  | QF                                                                                               | R16                                                                                              | R32                                                                                              | R64                                                                                              | R128                                                                                             | Q                                                                                                | Q3                                                                                               | Q2                                                                                               | Q1                                                                                               |
| Grand Slam (128I)               | 2000                  | 1200                 | 720                 | 360                                                                                              | 180                                                                                              | 90                                                                                               | 45                                                                                               | 10                                                                                               | 25                                                                                               | 16                                                                                               | 8                                                                                                | 0                                                                                                |
| Grand Slam (64D)                | 2000                  | 1200                 | 720                 | 360                                                                                              | 180                                                                                              | 90                                                                                               | 0                                                                                                | –                                                                                                | 25                                                                                               | –                                                                                                | 0                                                                                                | 0                                                                                                |
| ATP Finals (8I/8D)              | 1500 (max) 1100 (min) | 1000 (max) 600 (min) | 600 (max) 200 (min) | 200 per cada victòria a la fase Round Robin +400 victòria a semifinals, +500 victòria a la final | 200 per cada victòria a la fase Round Robin +400 victòria a semifinals, +500 victòria a la final | 200 per cada victòria a la fase Round Robin +400 victòria a semifinals, +500 victòria a la final | 200 per cada victòria a la fase Round Robin +400 victòria a semifinals, +500 victòria a la final | 200 per cada victòria a la fase Round Robin +400 victòria a semifinals, +500 victòria a la final | 200 per cada victòria a la fase Round Robin +400 victòria a semifinals, +500 victòria a la final | 200 per cada victòria a la fase Round Robin +400 victòria a semifinals, +500 victòria a la final | 200 per cada victòria a la fase Round Robin +400 victòria a semifinals, +500 victòria a la final | 200 per cada victòria a la fase Round Robin +400 victòria a semifinals, +500 victòria a la final |
| ATP Tour Masters 1000 (96I)     | 1000                  | 600                  | 360                 | 180                                                                                              | 90                                                                                               | 45                                                                                               | 25                                                                                               | 10                                                                                               | 16                                                                                               | –                                                                                                | 8                                                                                                | 0                                                                                                |
| ATP Tour Masters 1000 (56I/48I) | 1000                  | 600                  | 360                 | 180                                                                                              | 90                                                                                               | 45                                                                                               | 10                                                                                               | –                                                                                                | 25                                                                                               | –                                                                                                | 16                                                                                               | 0                                                                                                |
| ATP Tour Masters 1000 (32D)     | 1000                  | 600                  | 360                 | 180                                                                                              | 90                                                                                               | 0                                                                                                | –                                                                                                | –                                                                                                | –                                                                                                | –                                                                                                | –                                                                                                | –                                                                                                |
| ATP Tour 500 (48I)              | 500                   | 300                  | 180                 | 90                                                                                               | 45                                                                                               | 20                                                                                               | 0                                                                                                | –                                                                                                | 10                                                                                               | –                                                                                                | 4                                                                                                | 0                                                                                                |
| ATP Tour 500 (32I)              | 500                   | 300                  | 180                 | 90                                                                                               | 45                                                                                               | 0                                                                                                | –                                                                                                | –                                                                                                | 20                                                                                               | –                                                                                                | 10                                                                                               | 0                                                                                                |
| ATP Tour 500 (16D)              | 500                   | 300                  | 180                 | 90                                                                                               | 0                                                                                                | –                                                                                                | –                                                                                                | –                                                                                                | 45                                                                                               | –                                                                                                | 25                                                                                               | 0                                                                                                |
| ATP Tour 250 (48I)              | 250                   | 150                  | 90                  | 45                                                                                               | 20                                                                                               | 10                                                                                               | 0                                                                                                | –                                                                                                | 5                                                                                                | –                                                                                                | 3                                                                                                | 0                                                                                                |
| ATP Tour 250 (32I/28I)          | 250                   | 150                  | 90                  | 45                                                                                               | 20                                                                                               | 0                                                                                                | –                                                                                                | –                                                                                                | 12                                                                                               | –                                                                                                | 6                                                                                                | 0                                                                                                |
| ATP Tour 250 (16D)              | 250                   | 150                  | 90                  | 45                                                                                               | 0                                                                                                | –                                                                                                | –                                                                                                | –                                                                                                | –                                                                                                | –                                                                                                | –                                                                                                | –                                                                                                |